# رالف غاغنهايم
رالف غاغنهايم (بالإنجليزية: Ralph Guggenheim)‏ هو مصمم جرافيك ومنتج أفلام ومهندس ورسام رسوم متحركة أمريكي، ولد في 6 يونيو 1951 في نيو روتشيل في الولايات المتحدة.

## وصلات خارجية
- رالف غاغنهايم على موقع IMDb (الإنجليزية)
- رالف غاغنهايم على موقع قاعدة بيانات الفيلم (الإنجليزية)